# غريت أنطونيو
غريت أنطونيو (بالكرواتية: Anton Baričević)‏ هو مصارع محترف كرواتي، ولد في 10 أكتوبر 1925 في زغرب في كرواتيا، وتوفي في 7 سبتمبر 2003 في مونتريال في كندا بسبب نوبة قلبية.

## وصلات خارجية
- غريت أنطونيو على موقع WrestlingData.com (الإنجليزية)
- غريت أنطونيو على موقع CageMatch worker (الإنجليزية)
- غريت أنطونيو على موقع قاعدة بيانات المصارعة على الإنترنت (الإنجليزية)
- غريت أنطونيو على موقع عالم المصارعة على الإنترنت (الإنجليزية)

- غريت أنطونيو على موقع IMDb (الإنجليزية)
- غريت أنطونيو على موقع ألو سيني (الفرنسية)
- غريت أنطونيو على موقع قاعدة بيانات الأفلام السويدية (السويدية)
- غريت أنطونيو على موقع كينوبويسك (الروسية)